# Neoféma žlutobřichá
Neoféma žlutobřichá (Neophema chrysogaster) je malý papoušek z jižní Austrálie. Jedná se o jeden ze dvou druhů papoušků, kteří pravidelně migrují. V létě (v podmínkách jižní polokoule) hnízdí na Tasmánii, zimuje při pobřeží jižní Austrálie.
Tento druh papouška vykazuje pohlavní dimorfismus. Dospělý sameček má horní část těla zářivě zelenou, spodní část těla je žlutá, na břiše je sytě oranžová skvrna. Zbarvení samic je daleko méně výrazné. Všichni ptáci mají modrý proužek nad zobákem (mezi očima) a modré vnější letky.
Divoká populace čítá pouhých několik desítek jedinců, proto je neoféma žlutobřichá klasifikována IUCN jako kriticky ohrožený druh. Populace v zajetí čítá kolem 300 jedinců. Na záchraně druhu intenzivně pracují státní i dobrovolnické organizace dotované australskou federální vládou i vládami jednotlivých australských států.

## Taxonomie
Neoféma žlutobřichá byla popsána ornitologem Jaohnem Lathamem pod názvem Psittacus chrysogaster na základě exempláře (dodnes nedochovaného) získaného na Tasmánii v roce 1777 třetí výpravou Jamese Cooka. V roce 1891 vytvořil italský ornitolog Tommaso Salvadori nový rod Neophema, kam druh spolu s jinými přeřadil. Latinské druhové jméno je odvozeno ze slov chryzos (zlatý) a gaster (břicho).

## Popis

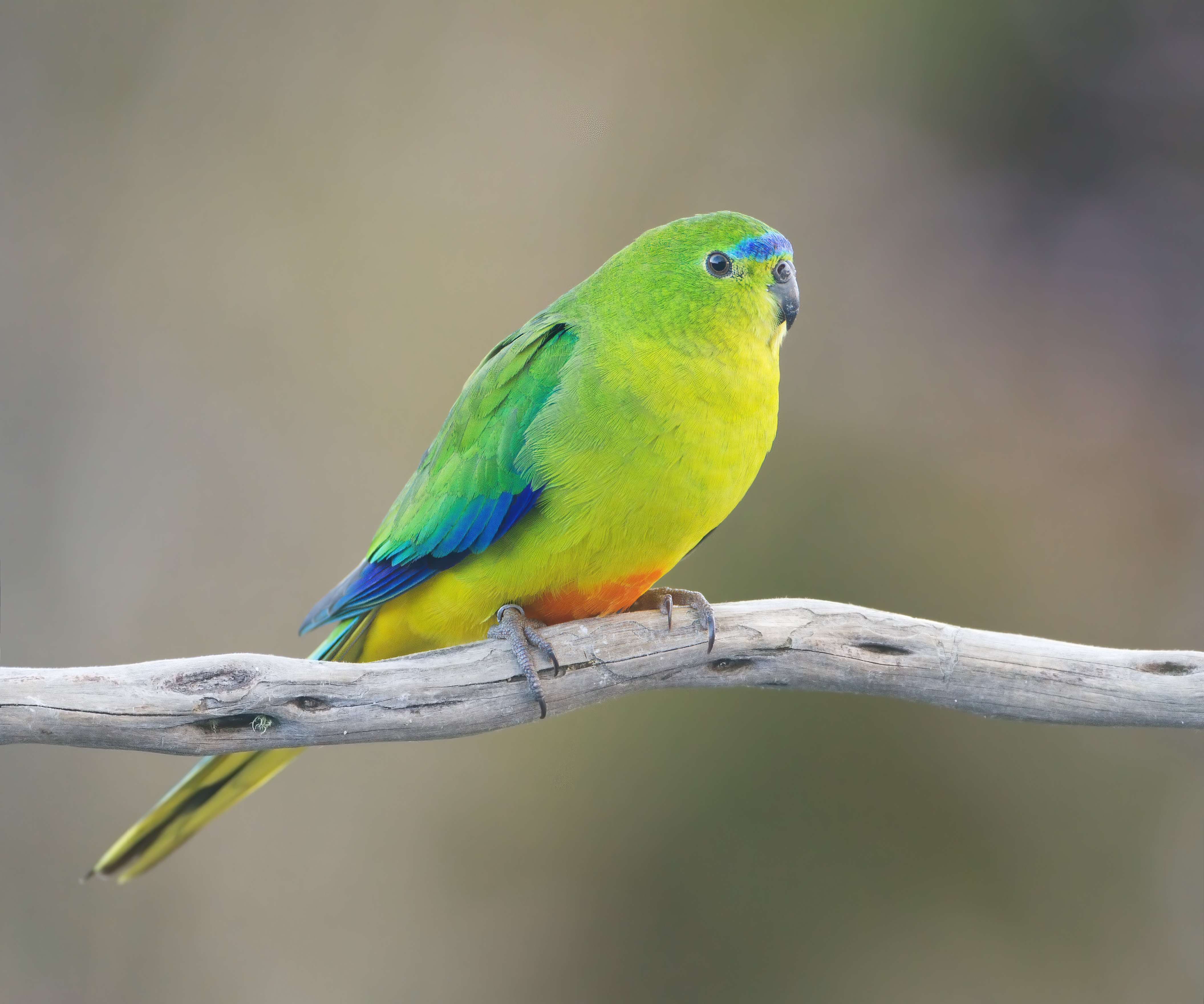
Zbarvení samice je méně výrazné než u samce

Neoféma žlutobřichá je malý papoušek zhruba 20 cm dlouhý. Váha dospělého jedince je 45–50 g. Samec má horní část těla jasně zelenou, spodní část těla je žlutá, na břiše mezi nohama je zářivě oranžová skvrna. Nad zobákem mezi očima je příčný temně modrý pruh na okrajích lemovaný světlejší modrou. Spodní letky jsou rovněž temně modré. Duhovka oka a zobák jsou temně hnědé, nohy jsou šedivé. Zbarvení samice je méně výrazné, pruh mezi očima je mnohem světlejší a postrádá světleji zbarvené okraje. Skvrna na břiše také není tak jasně oranžová a bývá menší než u samců.
Neoféma žlutobřichá se ozývá měkkými zvonivými tóny. Poplašné volání je rychle opakované tzeet. Podobným voláním se nevyznačuje žádný z ostatních příslušníků rodu Neophema.

## Rozšíření
Neofémy žlutobřiché hnízdí pouze na jihovýchodní Tasmánii, kde si staví hnízda v dutinách eukalyptů na okraji bažinatých luk s trávou Gymnoschoenus sphaerocephalus. Na podzim (v podmínkách jižní polokoule) celá populace přeletí Bassův průliv a zimu tráví na pobřeží jihovýchodní Austrálie, na slaniskách v blízkosti pobřeží. Při přeletu se mohou stavit na King Islandu.

## Chování
Neofémy žlutobřiché tvoří páry nebo malá hejnka. Obvykle se zdržují na zemi nebo v nízké zeleni, kde pátrají po potravě. Na začátku hnízdní sezóny vyhledávají místa, která před 7 až 15 lety prošla požárem, uprostřed hnízdní sezóny pak místa, kde hořelo před 3–5 lety. Potravu získávají především z merlíkovitých rostlin Sarcocornia quinqueflora a Tecticornia arbuscula. Další složkou potravy jsou semena rostlin Austrofestuca littoralis, Atriplex cinerea, Suaeda australis a Frankenia pauciflora. Jí i bobule, například z korálovky (Coprosma sp.). Existují i zprávy o pojídání mořských řas.

## Rozmnožování
Rozmnožovaní probíhá výhradně v jihozápadní Tasmánii, v okruhu 20 km od bývalé vesnice Melaleuca. Hnízdní sezóna trvá od října do ledna (jaro–léto jižní polokoule). Hnízdí v dutých stromech – eukalyptech druhu Eucalyptus nitida, někdy také Eucalyptus ovata. Hnízdo je nízko, maximálně 5 m nad zemí. Samička snáší 4–5 bílých vajec o rozměrech 20×23 mm.
Průměrný věk dožití v přírodě je odhadován na 3,9 roku. V zajetí žijí výrazně déle, obvyklý věk je 8–10 let, dožívají se však až 14 let.

## Status a ochrana
Stav populace je velmi nízký a druhu hrozí, že v přírodě vyhyne. IUCN druh registruje jako kriticky ohrožený. Současná divoká populace je odhadována na méně než 50 jedinců, zhruba 300 jedinců je chováno v zajetí. Počítačové modely (2015) naznačují, že druh v přírodě vyhyne během pěti let. Naděje je vkládána do populací v zajetí, kde se tyto papoušky daří úspěšně rozmnožovat. Kvůli genetické diverzitě a zamezení inbreedingu byly v zajetí chované populace, původně pocházející z pouhých šesti jedinců, v roce 2011 obohaceny o 21 mladých jedinců pocházejících z volné přírody. Každý z těchto jedinců byl spářen s jedincem se zajetí. V roce 2012 bylo oznámeno že z 21 párů zahnízdilo 19 a narodilo se 31 mláďat. To poskytuje naděje, že se populaci v zajetí podaří úspěšně rozšiřovat. V roce 2015 bylo 27 neofém žlutobřichých pocházejících ze zajetí vypuštěno na hnízdišti v blízkosti Melaleucy na Tasmánii.